# Bricquebec-en-Cotentin
Bricquebec-en-Cotentin – gmina we Francji, w regionie Normandia, w departamencie Manche. W 2013 roku liczba ludności wynosiła 6026 mieszkańców.
Gmina została utworzona 1 stycznia 2016 roku z połączenia sześciu ówczesnych gmin: Bricquebec, Les Perques, Quettetot, Saint-Martin-le-Hébert, Le Valdécie oraz Le Vrétot. Siedzibą gminy została miejscowość Bricquebec.